# Arie Vosbergen
Ary Carel Hugo (Arie) Vosbergen (Rotterdam, 10 juni 1882 - Rotterdam, 14 november 1918) was een Nederlandse atleet, die zich vooral richtte op de middellange en lange afstanden.

## Loopbaan
Vosbergen maakte deel uit van de Nederlandse ploeg voor de Olympische Spelen van Londen in 1908. Hij nam deel aan vier verschillende atletiekonderdelen. Op de 800 m viel hij in de series voortijdig uit. Op de 1500 m finishte Vosbergen als derde en laatste in zijn serie met een tijd van 4.38,6 en plaatste hij zich niet voor de finale. Op de 3 mijl haalde hij in zijn serie opnieuw de finish niet en ook op de marathon stapte hij al vroeg uit de race.
Arie Vosbergen werd in 1914 Nederlands kampioen op de 10.000 m. Hij stierf in 1918 aan de gevolgen van de Spaanse griep.

## Nederlandse kampioenschappen
| Onderdeel | Jaar |
| --------- | ---- |
| 10.000 m  | 1914 |

## Palmares

### 800 m
- 1908: DNF in serie OS

### 1500 m
- 1908: 3e in serie OS - 4.38,6

### 3 Eng. mijl (team)
- 1908: DNF in serie OS

### 10.000 m
- 1914:  NK - onbekend

### marathon
- 1908: DNF OS